# Laura (São Tomé)
Laura é uma aldeia de São Tomé e Príncipe, localiza-se no distrito de Mé-Zóchi, ilha de São Tomé, próxima às localidades de Amélia e de Vitória Quilemba.